# Stenophyllum primitivum
Stenophyllum primitivum är en mångfotingart som beskrevs av Karl Wilhelm Verhoeff 1897. Stenophyllum primitivum ingår i släktet Stenophyllum och familjen kejsardubbelfotingar. Inga underarter finns listade i Catalogue of Life.